# Bagalwad, Manvi
Bagalwad là một làng thuộc tehsil Manvi, huyện Raichur, bang Karnataka, Ấn Độ.